# Miljan Radović

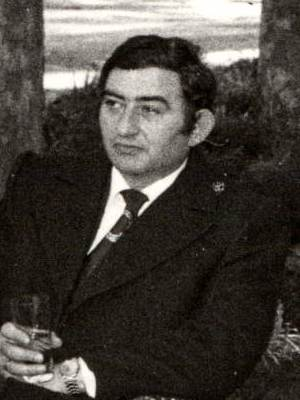
Miljan Radović

Miljan Radović (Montenegrijns: Миљан Радовић) (Žirci, nabij Kolašin, 25 september 1933 – Belgrado, 15 juni 2015), was een Montenegrijns en Joegoslavisch politicus.
Radović was lid van de Joegoslavische Communistenbond en van haar Montenegrijnse afdeling, de Montenegrijnse Communistenbond. In de jaren tachtig was hij lid van het Centraal Comité van de JCB en in 1982 werd hij in haar Presidium (= Politbureau) gekozen. In april 1986 werd hij lid van het Presidium van de Montenegrijnse Communistenbond en tevens ex officio lid van het Presidium van de JCB.
Van mei 1986 tot 11 januari 1989 was Radovitsj voorzitter van de Montenegrijnse Communistenbond. Hij werd opgevolgd door Veselin Vukotić.